# Тихий (Ужгородський район)
Ти́хий — село в Україні, в Закарпатській області, Великоберезнянському районі. Населення — 650 чол. Центр Тихівської сільської ради.

## Географія
Селом протікає річка Безіменна, ліва притока Ужа. Крайнє східне село Лемківщини.
Поряд розташоване Лютнянське газове родовище.

## Історія
Засноване у 1588 році шолтисом.
У той час тут мешкали 3 родини. Свою назву село здобуло від або від урочища, або від прізвища шолтиса — Тихий.
Згадка у 1599- як Tiha, у 1773- Ticha, 1808- Ticha, 1851-Tichy, 1813-Tiha.
У 1599 р. тут проживало 20 родин, у 1715 р. не менше 27 сімейств. Село мало свій млин.

## Релігія
храм Успіння пр. богородиці. 1892.
Місця, де стояли найдавніші храми в верхній та нижній частинах села, дотепер називаються Гробище і Церковний Грунь.
У середині XVII ст. спорудили церкву св. Михайла в урочищі Кибзюв Грунь або Церковний, те місце звуть Святий Михаїл. Тоді ж спорудили храми в сусідніх селах Гусному (1655) і Сухому (1679). У 1751 р. за священика Івана Волосянського згадують дерев'яну церкву св. арх. Михайла, що була в поганому стані і мала три дзвони та всі необхідні образи і церковні книги. В Сухому тодішній парох А. Бачинський записав 16 грудня 1881 р. на форзаці Требника дату, коли згоріла дерев'яна церква в Лютій, — 13 грудня 1874 p. Через п'ять років після запису, близько 1887 р. таке ж лихо («нечаяний пожар серед полудня») спіткало Михайлівську церкву в Тихому. На тому ж місці силами всього села почали будувати муровану церкву. Камінь брали поблизу села, а вапно — з урочища Вапельниця. Будівництво тривало 5 років, і в 1892 р. відбулося освячення нового храму. На прохання громади майстер-італієць прискорив будівництво, тому замовлений у будапештській майстерні іконостас довелося, за переказом, вкорочувати на 1 м.
У книзі про Кострино костринський парох М. Лендєл записав переказ про те, як у 1800 р. костринці не погодилися обміняти дзвін із жителями Тихого, і тоді тишани самовільно зробили обмін уночі.
В 1892 р. завалилася тишанська церква і дзвін розбився, що спростовує версію про пожежу. На місці дерев'яної церкви збудували муровану, яку посвятив лютянський парох Евген Бачинський у 1897 p., і це знову суперечить даним, зібраним у Тихому. М. Лендєл наголошує, що тишани не мали священика, який би очолив будівництво, і спорудили муровану церкву лише завдяки цілеспрямованості, сильній волі та енергії вірників.
Над входом датою спорудження було вказано 1892 p., а нині написали 1881, що, очевидно, не відповідає дійсності. Найменший дзвін купили Юрій Гойдра, Юрій Баран та Михайло Бартованець у 1922 р. В 1936 р. за священика Юлія Пукана, кураторів Василя Герзанича та Василя Куклишина посвятили ще два дзвони. В 1991 р. зробили ремонт храму.
Колись в цьому храмі в селі Тихий на Великоберезнянщині вінчали, хрестили, освячували… Тепер церковка стоїть пусткою цілий рік — лише один день, 27 вересня, на храмовий празник Воздвиження Чесного Животворящого Хреста, вона оживає. У церкві немає цінних старовинних ікон чи іншої утварі (все цінне забрав із собою останній греко-католицький парох усередині 40-х років минулого століття, коли був змушений покинути й церкву, й паству — тікав від совєтів). Головна цінність храму на обійсті Герзаничів — древнє Євангеліє, те саме, друковане 1645-го року. Старопис має навіть автограф єпископа Поповича, поставлений 1864-го року. Його газда береже, як зіницю ока. Читають з нього про діяння Господа на літургії лише раз на рік — 27 вересня на Здвиги, як кажуть русини про цей празник.
Біля церкви є хрест, що теж має незвичну історію. Він зроблений із дорогого мармуру (таких хрестів усього два на Закарпатті, зазначає нинішній парох із Тихого). На ньому надпис: «Цей хрест на славу Божу поставив Василь Герзанич, 1918». Це був однофамілець Михайла Михайловича — Герзаничів у Тихому багато. Чоловік йшов на першу світову воювати, й перед тим, як залишити рідне село, зайшов до церкви помолитися — аби Господь уберіг від смерті на війні. Він повернувся живим через шість років, й поставив цей хрест — на знак подяки за своє життя.
Поряд розташоване Лютнянське газове родовище.

## Туристичні місця
- храм Успіння пр. Богородиці. 1892.
- Біля церкви є хрест, що теж має незвичну історію. Він зроблений із дорогого мармуру (таких хрестів усього два на Закарпатті)

## Населення
Згідно з переписом УРСР 1989 року чисельність наявного населення села становила 577 осіб, з яких 282 чоловіки та 295 жінок.
За переписом населення України 2001 року в селі мешкали 504 особи.

### Мова
Розподіл населення за рідною мовою за даними перепису 2001 року:
| Мова       | Відсоток |
| ---------- | -------- |
| українська | 99,80 %  |
| російська  | 0,20 %   |

## Відомі люди
Уродженцем села є Гафіч Володимир Петрович — сержант Збройних сил України, загинув 2014 року під час російського вторгнення.